# Malte Nieweler
Malte Nieweler (* 10. April 1994 in Neuenkirchen) ist ein deutscher Fußballspieler. Er spielt seit Juli 2015 für SuS Neuenkirchen.

## Karriere
Malte Nieweler spielte für SuS Neuenkirchen und den FC Eintracht Rheine, bevor er 2010 zum VfL Osnabrück ging. Ab der Saison 2011/12 kam er in der Oberliga für die zweite Mannschaft des VfL Osnabrück zum Einsatz. Im August 2012 stand er erstmals im Profikader, kam jedoch nicht zum Einsatz. Erst anderthalb Jahre später, im März 2014, kam er gegen den SV Wehen Wiesbaden zu seinem Drittligadebüt. Bis zum Ende der Saison bestritt er nur noch ein weiteres Spiel. Zur Saison 2014/15 wechselte Nieweler in die Regionalliga West zum FC Viktoria Köln. Er unterschrieb einen Zweijahresvertrag. Nach lediglich einem Hinrundeneinsatz löste er seinen Vertrag im Januar 2015 wieder auf und ging zu den Sportfreunden Siegen. Zur Spielzeit 2015/16 wechselte er zu seinem Heimatverein, dem Oberligisten SuS Neuenkirchen. Nach der Saison 2016/17 stieg er mit dem Verein aus der Oberliga ab.